# Inventor of Evil
Inventor of Evil – dziewiąty album studyjny niemieckiej grupy muzycznej Destruction. Nagrania ukazały się 22 sierpnia 2005 roku nakładem wytwórni muzycznej AFM Records. Płyta została nagrana w składzie: Marcel "Schmier" Schirmer (śpiew, gitara basowa), Mike Sifringer (gitara) oraz Marc Reign (perkusja). Wydawnictwo dotarło do 68. miejsca listy Media Control Charts w Niemczech.

## Lista utworów
Opracowano na podstawie materiału źródłowego.
1. "Soul Collector" (Schmier, Sifringer) - 4:46
2. "The Defiance Will Remain" (Schmier, Sifringer) - 4:15
3. "The Alliance of Hellhoundz" (Schmier, Sifringer) - 5:20
4. "No Mans Land" (Schmier, Sifringer) - 4:31
5. "The Calm Before the Storm" (Schmier, Sifringer) - 4:59
6. "The Chosen Ones" (Schmier, Sifringer) - 5:05
7. "Dealer of Hostility" (Schmier, Sifringer) - 4:17
8. "Under Surveillance" (Schmier, Sifringer) - 3:38
9. "Seeds of Hate" (Schmier, Sifringer) - 6:11
10. "Twist of Fate" (Schmier, Sifringer) - 2:55
11. "Killing Machine" (Schmier, Sifringer) - 3:30
12. "Memories of Nothingness" (Schmier, Sifringer) - 1:00